# Donzy-le-Pertuis
Donzy-le-Pertuis è un comune francese di 166 abitanti situato nel dipartimento della Saona e Loira nella regione della Borgogna-Franca Contea.

## Società

### Evoluzione demografica
Abitanti censiti